# Peter Schlatter
Peter Schlatter [Petr Šlatr], (* 1. únor 1967 Západní Německo) je bývalý reprezentant Německa v judu.
Schlatter byl vynikající sportovec, který však neměl v německém týmu snadnou pozici. Maximálně zaskakoval za Udo Quellmalze, který ho však na žádný velký turnaj (MS, OH) nepustil.

## Výsledky
| Turnaj             | 1994 | 1995 | 1996 |
| ------------------ | ---- | ---- | ---- |
| Mistrovství Evropy | úč.  | 1.   | 3.   |